# Ilka Štuhec
Ilka Štuhec, född 26 oktober 1990 i Slovenj Gradec, är en slovensk alpin skidåkare som tävlar i störtlopp, super-G, storslalom och alpin kombination.

## Karriär
Vid junior-VM i Flachau i mars 2007 tog Štuhec guld i både slalom och kombination. Hon debuterade i världscupen den 17 mars 2007 i Lenzerheide, Schweiz. Vid junior-VM i Formigal i februari 2008 tog Štuhec guld i störtlopp.
I december 2016 fick hon sitt stora genombrott genom att vinna tre världscuptävlingar i störtlopp på två veckor. Hon är slovensk, sydamerikansk och österrikisk mästare.
I världsmästerskapen i Sankt Moritz 2017 vann hon sin första individuella mästerskapsmedalj, tillika guld, i störtlopp. På VM i Åre 2019 försvarade hon sitt guld i disciplinen.

## Världscupsegrar
Štuhec har 11 segrar i världscupen: sju i störtlopp, tre i super-G och en i kombination.
| Säsong  | Nr | Datum            | Plats                      | Disciplin   |
| ------- | -- | ---------------- | -------------------------- | ----------- |
| 2016/17 | 1  | 2 december 2016  | Lake Louise, Kanada        | Störtlopp   |
| 2016/17 | 2  | 3 december 2016  | Lake Louise, Kanada        | Störtlopp   |
| 2016/17 | 3  | 16 december 2016 | Val d'Isère, Frankrike     | Kombination |
| 2016/17 | 4  | 17 december 2016 | Val d'Isère, Frankrike     | Störtlopp   |
| 2016/17 | 5  | 29 januari 2017  | Cortina d'Ampezzo, Italien | Super-G     |
| 2016/17 | 6  | 25 februari 2017 | Crans-Montana, Schweiz     | Super-G     |
| 2016/17 | 7  | 15 mars 2017     | Aspen, USA                 | Störtlopp   |
| 2018/19 | 8  | 18 december 2018 | Val Gardena, Italien       | Störtlopp   |
| 2018/19 | 9  | 19 december 2018 | Val Gardena, Italien       | Super-G     |
| 2022/23 | 10 | 21 januari 2023  | Cortina d'Ampezzo, Italien | Störtlopp   |
| 2022/23 | 11 | 15 mars 2023     | Soldeu, Andorra            | Störtlopp   |